# Alan Villiers
Alan John Villiers (23. září 1903, Melbourne – 3. března 1982, Oxford) byl australský spisovatel, dobrodruh, fotograf a námořník.

## Životopis
Villiers se narodil v australském Melbourne a poprvé odjel na moře v patnácti letech. Plavil se na plachetnicích, včetně plnoplachetníku Joseph Conrad. Velel lodím při natáčení filmů, včetně Mobyho Dicka nebo Billyho Budda. Velel také Mayflower II na plavbě ze Spojeného království do Spojených států.
Villiers napsal 44 knih a působil jako předseda (1960–70) a prezident (1970–74) Společnosti pro námořní výzkum a pracoval jako správce Národního námořního muzea. Působil jako guvernér Cutty Sark Conservation Society. Během druhé světové války byl vyznamenán Křížem za vynikající službu (DSC) jako komandér u Royal Naval Reserve.

## Raná historie
Alan John Villiers byl druhým synem australského básníka a vůdce odborů Leona Josepha Villierse. Mladý Villiers vyrůstal v přístavech a sledoval, jak obchodní lodě připlouvají a odplouvají z přístavu v Melbourne a toužil po dni, kdy sám bude moci také vyplout na moře.
Když ve svých patnácti letech odešel z domova, připojil se jako učeň k barkové plachetnici Rothesay Bay, která operovala v Tasmanově moři, obchodovala mezi Austrálií a Novým Zélandem. Villiers byl přirozený námořník, rychle se učil a brzy získal respekt svých kolegů.
Nehoda na palubě bárky Lawhill postihla Villierse v roce 1922. Když se zotavoval ze zranění, našel si zaměstnání jako novinář v redakci Hobart Mercury v Tasmánii.

## Spisovatel a dobrodruh
Volání moře bylo silné a Villiers se na moře brzy vrátil, když na konci roku 1923 do přístavu připlul velký cestovatel a velrybář Carl Anton Larsen a jeho velrybářská loď Sir James Clark Ross s dalšími pěti velrybářskými čluny. Jeho cestopis byl vydán jako Whaling in the Frozen South. Loď byla pojmenována podle průzkumníka Antarktidy Jamese Clarka Rosse a byla největší velrybářskou lodí na světě, vážila 12 000 tun. Mířila do jižního Rossova moře, kde žily poslední velryby. Villiers píše: „Chytili jsme jich 228, většina z nich byli plejtváci, největší ryba přes 100 stop dlouhá. Výsledkem bylo 17 000 barelů oleje; doufali jsme nejméně 40 000, snad 60 000 se štěstím.“
Villiersův pobyt na palubě Herzogin Cecilie v roce 1927 vyústil vydáním knížky Falmouth for Orders. Pak se setkal s kapitánem Rubenem de Clouxem, který se později stal jeho partnerem na lodi Parma. Následně napsal dílo Way of Cape Horn po své trýznivé zkušenosti na palubě Grace Harwar v roce 1929.

## Majitel lodi a navigátor
Villiers se v roce 1931 znovu setkal s kapitánem Rubenem de Clouxem a stal se jeho partnerem na bárce Parma.
Poté, co Villiers prodal své akcie zpět společnosti de Cloux, koupil v roce 1934 Georg Stage. Plachetnice 400 tun, původně postavená v roce 1882 společností Burmeister & Wain v Kodani v Dánsku, původně sloužící jako plachetní školní loď společnosti Stiftelsen Georg Stages Minde. Villiers ji zachránil před sešrotováním a přejmenoval na Joseph Conrad po autorovi Černoch z lodě Narcissus, který byl také dobrým námořníkem.
Villiers, průkopník výcviku v plachtění, cestoval kolem světa s amatérskou posádkou. Využil jedinečné mořské prostředí k vybudování osobností a disciplíny ve své mladé posádce a spolu se svými současníky Irvingem a Exy Johnsonem pomohli vytvořit moderní koncept výcviku plachtění. Jeho krédo bylo: neučit mládež pro život na moři, ale používat moře k učení mládeže pro život.
Téměř o dva roky později Villiers prodal Josepha Conrada Georgi Huntingtonovi Hartfordovi. Vydal dvě knihy svých dobrodružství, Cruise of the Conrad a Stormalong. Joseph Conrad je udržován a provozován jako muzejní loď v Mystic Seaport v Connecticutu v USA, kde pomáhá vzdělávat mládež v bohaté historii plachtění.
V roce 1938 Alan Villiers absolvoval plavbu jako pasažér na tradiční arabské plachetnici dhau cestu z Ománu do delty Rufiji a vylíčil způsob života arabských námořníků a jejich navigační techniky v knize s názvem Sons of Sindbad, ilustrovanou vlastními fotografiemi.

## Druhá světová válka

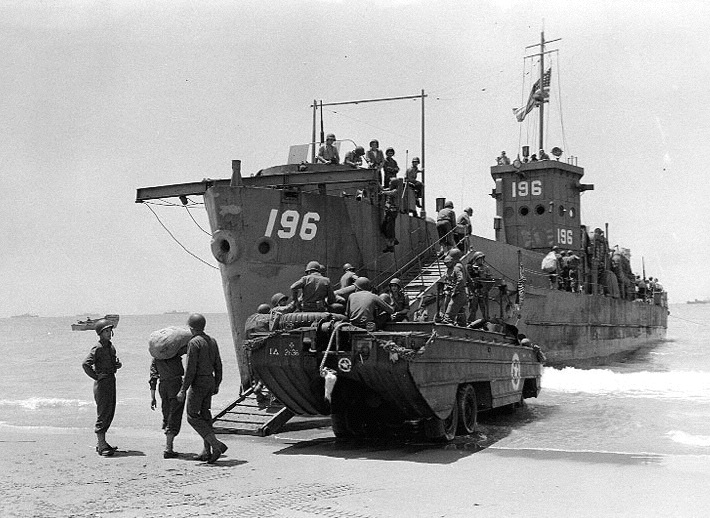
LCI (L) během invaze na Sicílii – 1943

S vypuknutím druhé světové války byl Villiers v roce 1940 pověřen poručíkem u Royal Naval Reserve. Byl přidělen do konvoje 24 pěchotních vyloďovacích člunů LCI (L). Dostal rozkaz je doručit přes Atlantik, s očekávanou ztrátou 40 procent, Villiers dostal do cíle bezpečně všechny, kromě jednoho. Velel „letům“ LCI (L) v D-D v bitvě o Normandii, invazi na Sicílii a Barmské kampani na Dálném východě. Na konci války byl Villiers povýšen na velitele a získal ocenění Britský Kříž.

## Pozdější léta
Villiers se oženil v roce 1940 se svou druhou manželkou Nancie a usadil se v anglickém Oxfordu a nadále se zabýval plachtěním a psaním. Byl kapitánem Mayflower II roku 1957 při její plavbě přes Atlantik, 337 let po původním Mayflower porazil svého předchůdce o 67 dní o 13 dní. Ukázal se být nápomocný při obnově Indické hvězdy. V letech 1963–67 se účastnil neúspěšného pokusu o vybudování repliky HMS Endeavour. V roce 1962 působil jako poradce při natáčení filmu MGM Mutiny na Bounty. V 50. a 60. letech byl Villiers pravidelným přispěvatelem do časopisu National Geographic Magazine.
Villiers produkoval cestovní přednáškový film Last of the Great Sea Dogs, který běžel v pavilonu Dorothy Chandler v roce 1976. 16mm barevný film zachycuje jeho dobrodružství. K dispozici je digitální obnovená kopie se zvukovou stopou, na které Villiers děj komentuje a vypráví příběhy.
V roce 1951 jej portugalský velvyslanec ve Spojených státech, Pedro Teotónio Pereira, nadšenec do plachtění a později blízký Villiersův přítel, pozval, aby vyplul na škuneru Argus, a zaznamenal poslední komerční činnost použití plachetnice v plavbách přes oceán. Villiers napsal dílo The Quest Of The Schooner Argus: A voyage to the Grand Banks and Greenland on a modern four masted fishing schooner (Cesta do Grand Banks a Grónska na moderním čtyřmístném rybářském škuneru). Kniha byla velkým úspěchem v Severní Americe a Evropě a později vyšla v šestnácti jazycích. O plavbě přinášeli zprávy BBC, hlavní londýnské noviny, National Geographic Magazine a New York Times. V březnu 1951 portugalská vláda učinila Villierse komendadorem portugalského řádu svatého Jakuba meče za vynikající služby literatuře.
Od roku 2010 Společnost pro námořní výzkum, Naval Review a Britannia Naval Research Association společně organizují každoroční přednášku Alan Villiers Memorial Hall v St. Edmund Hall v Oxfordu.

## Galerie

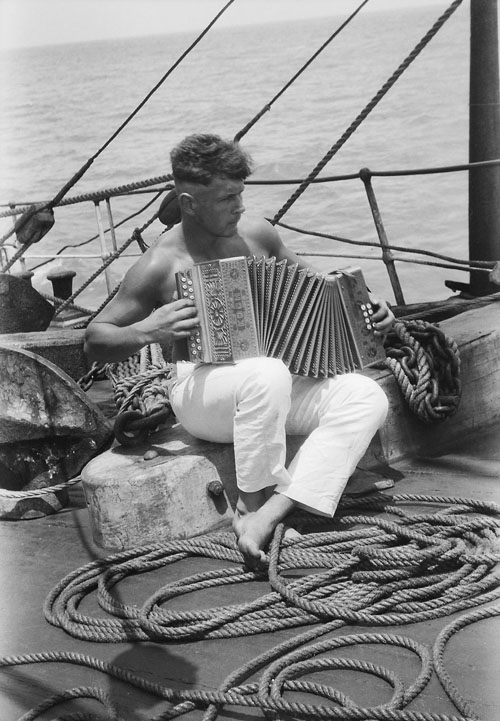
Námořník s akordeonem na palubě Parmy
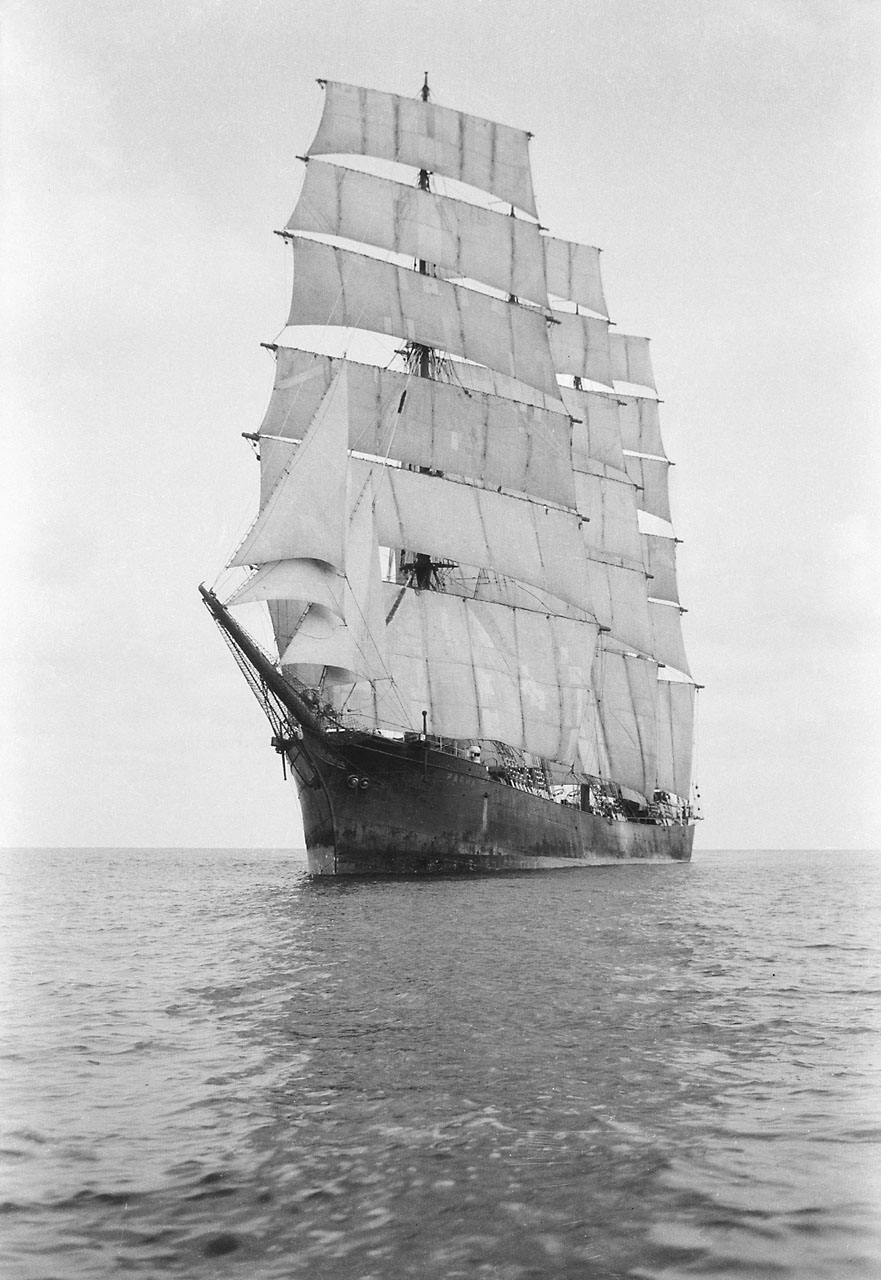
Parma během bezvětří
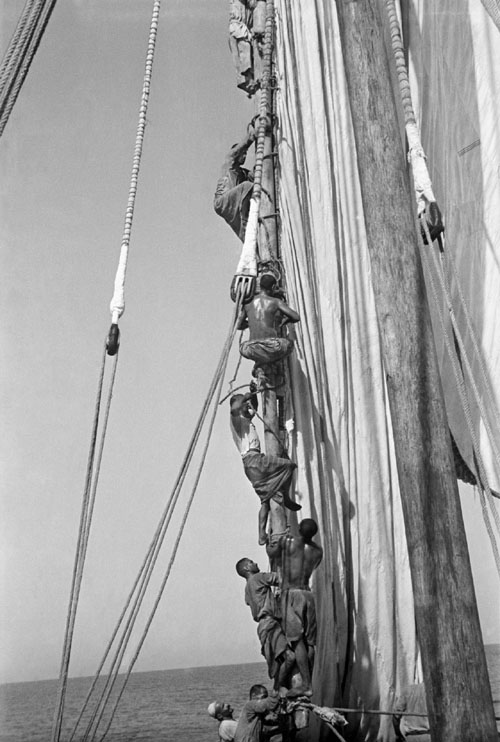
Dhow – posádka leze nahoru na stožár
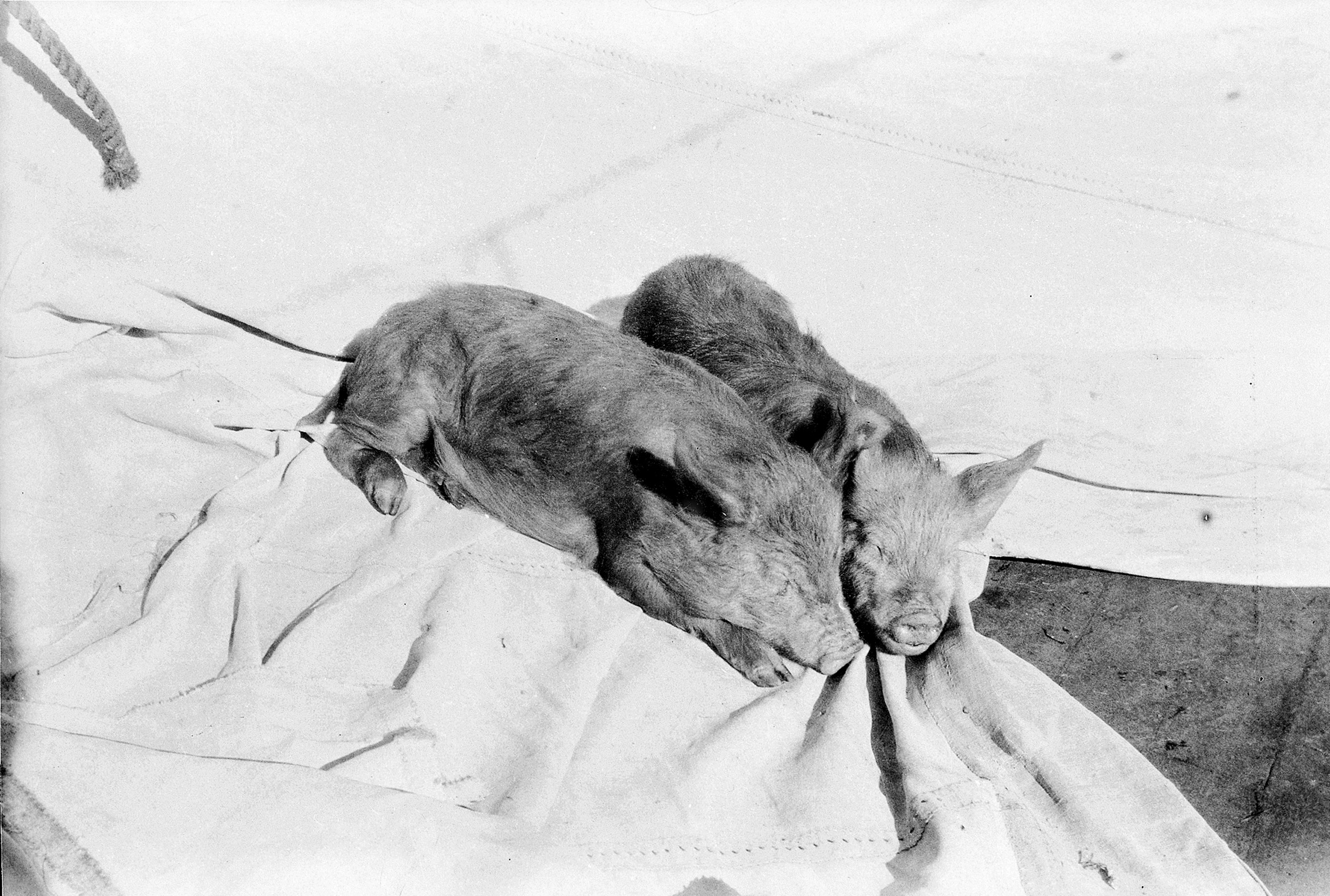
Prasátka na palubě Grace Harwar
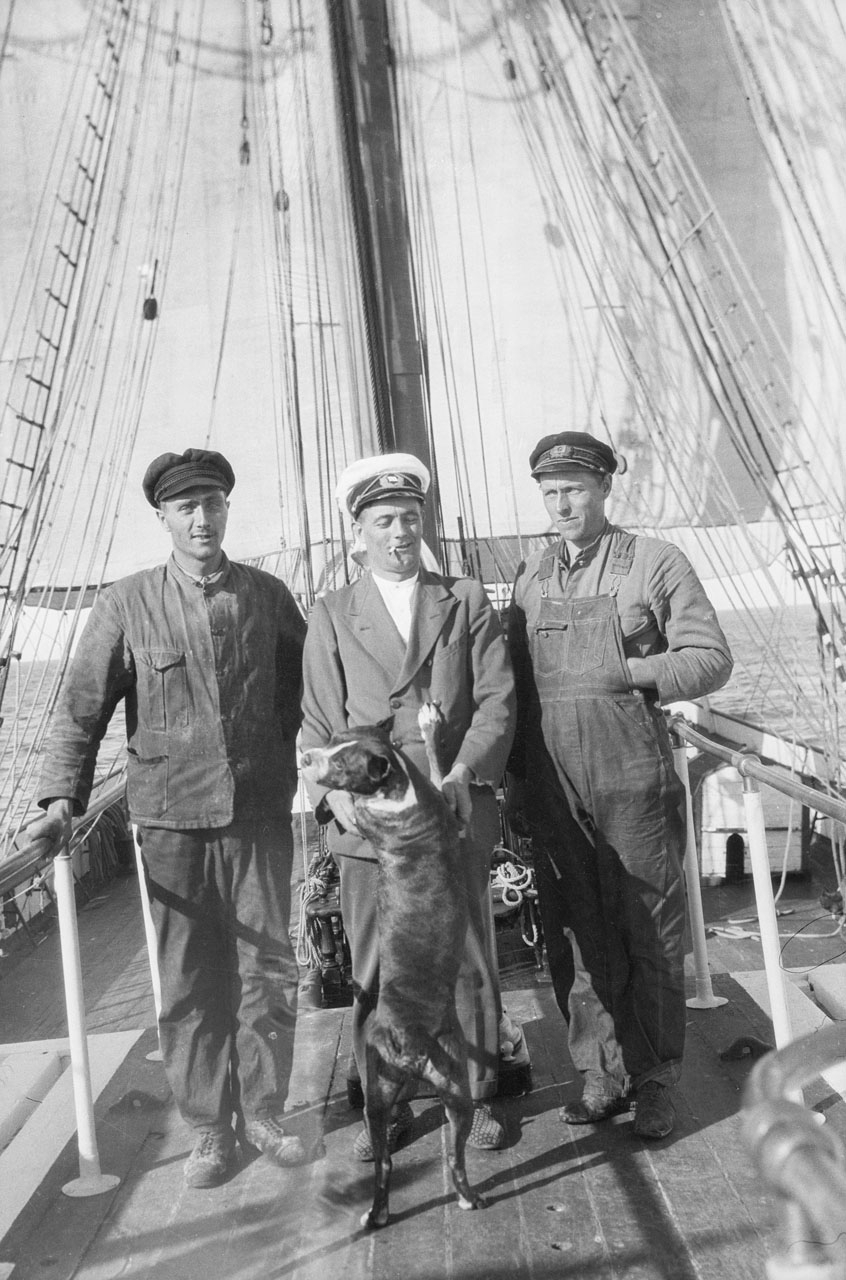
Grace Harwar – průvodce se svým psem
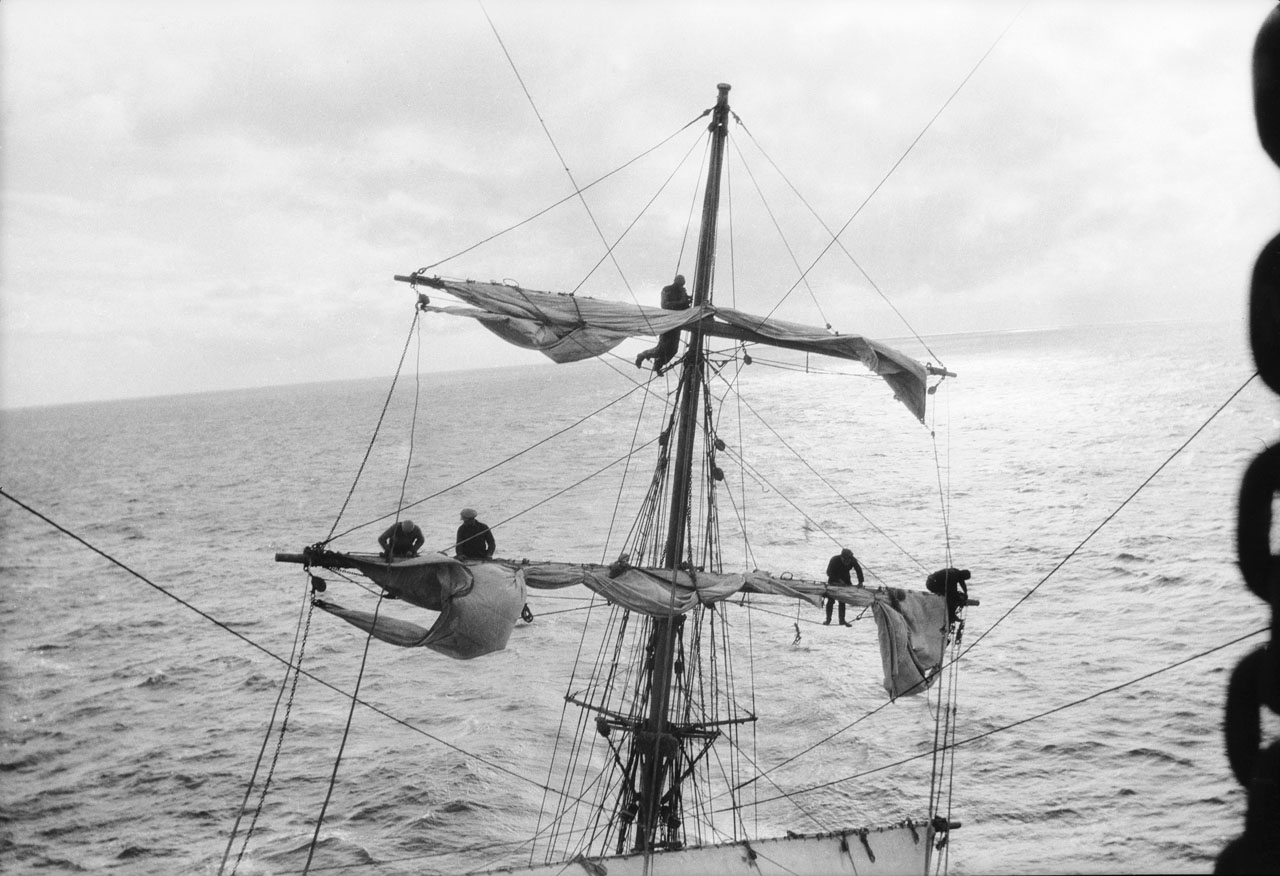
Grace Harwar – pohled dozadu na zadní stěžeň
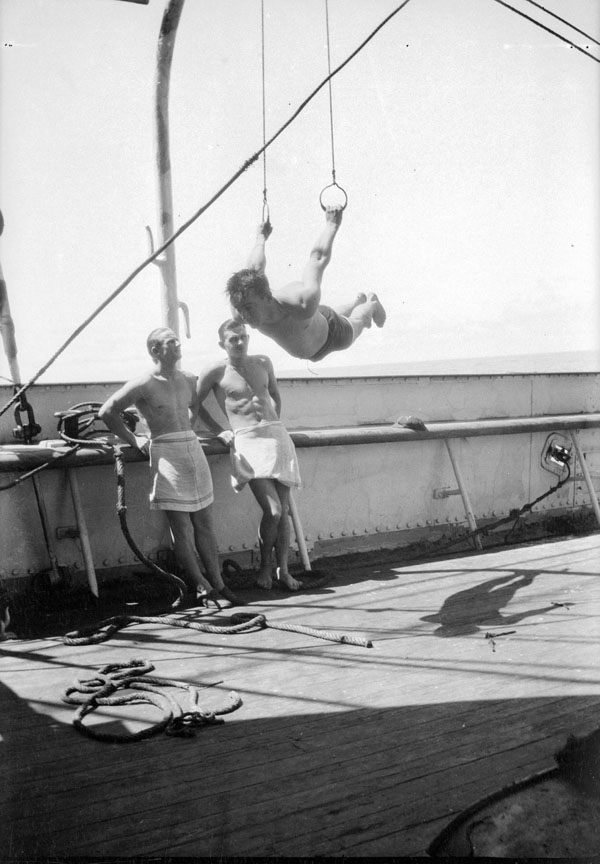
Herzogin Cecilie – gymnasta na palubě
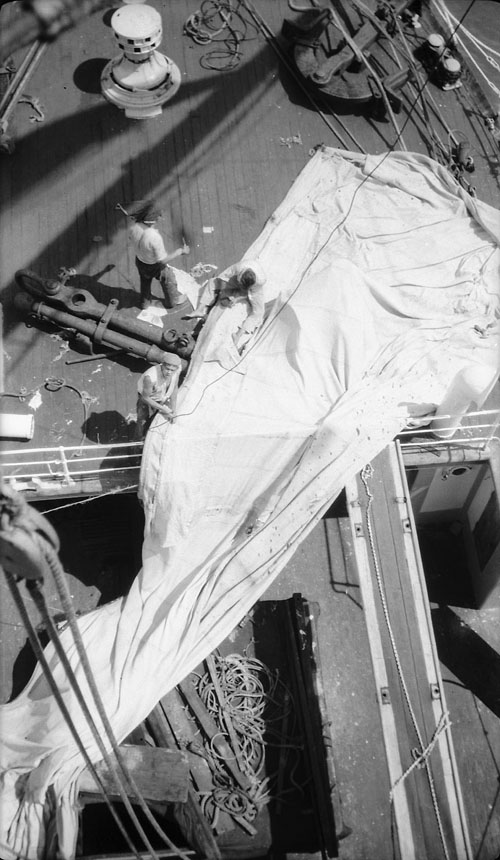
Herzogin Cecilie – oprava rozložené plachty
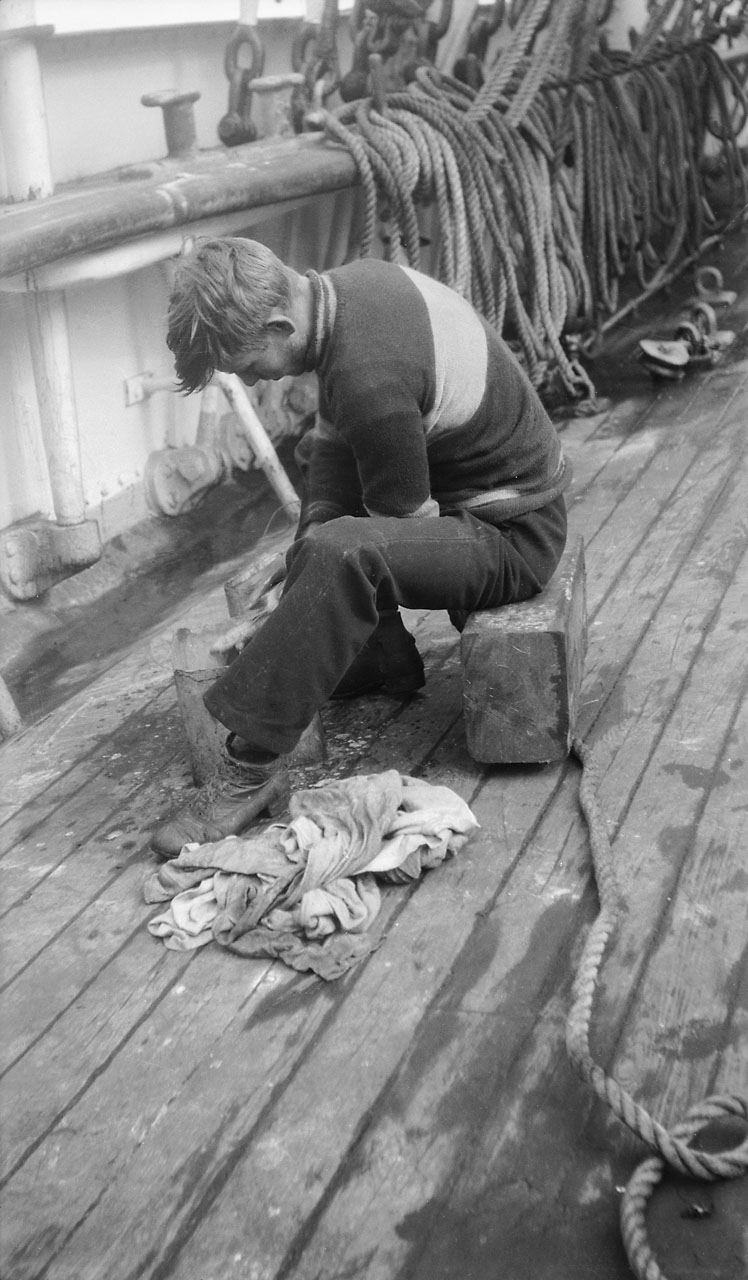
Herzogin Cecilie – námořník myje štětec
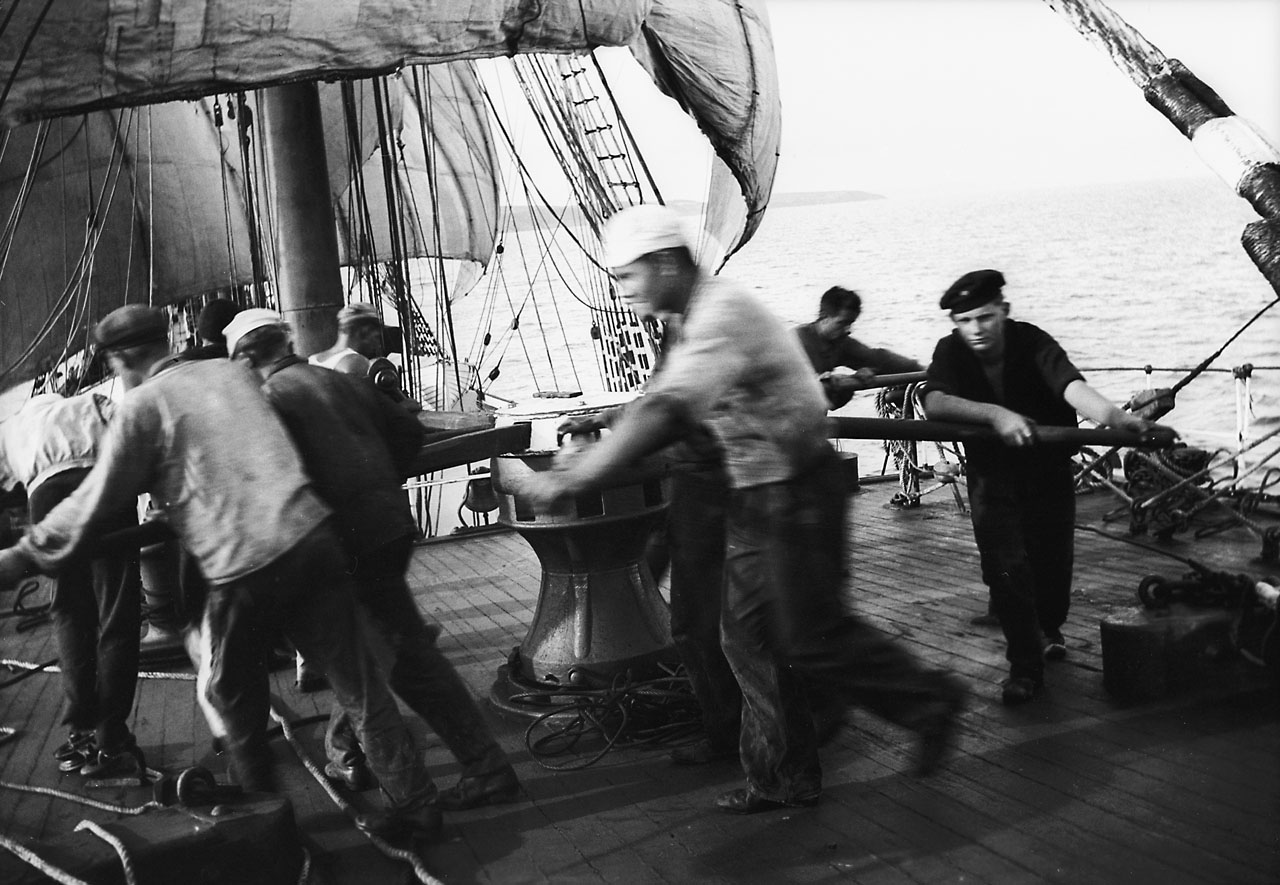
Parma – posádka v záběru zvedá kotvu
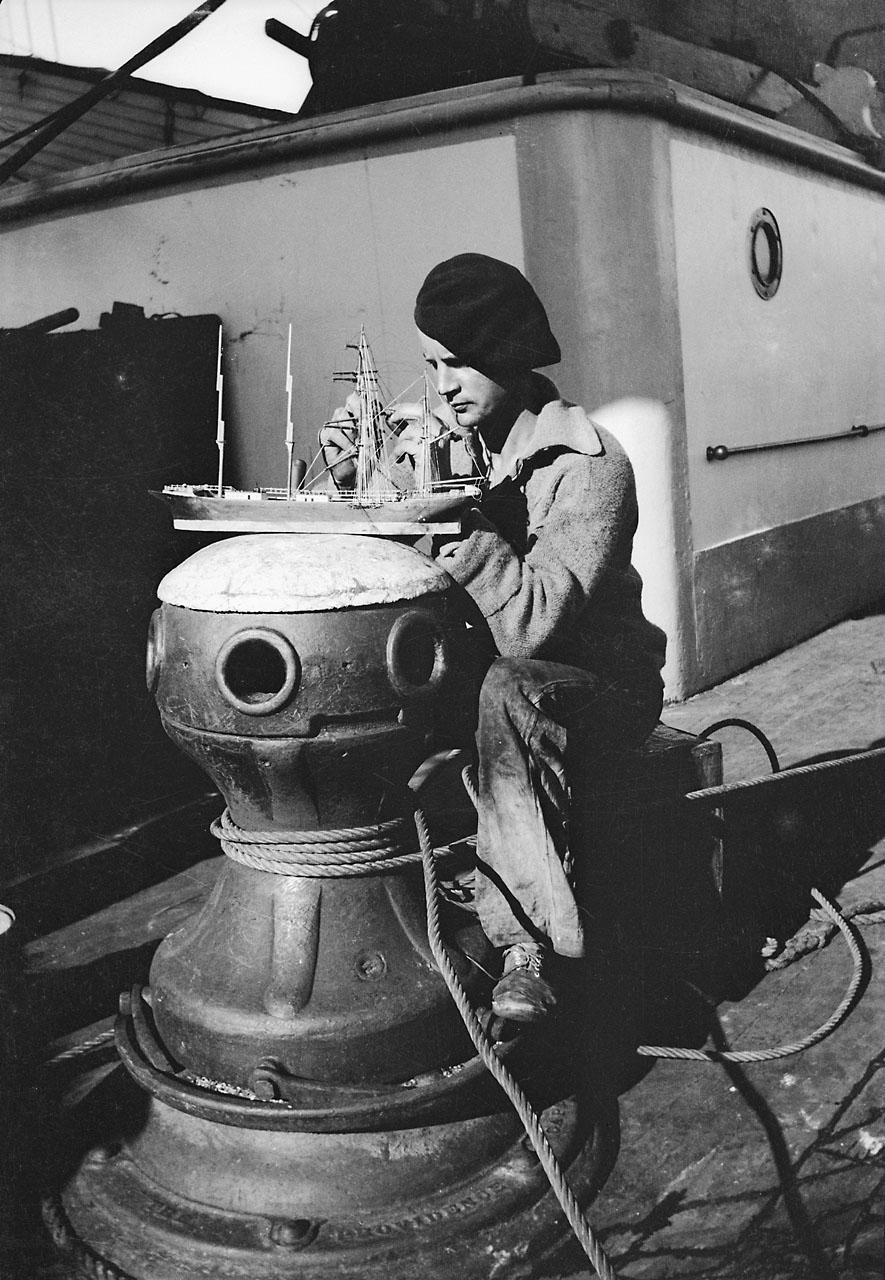
Parma – námořník s modelem Parmy
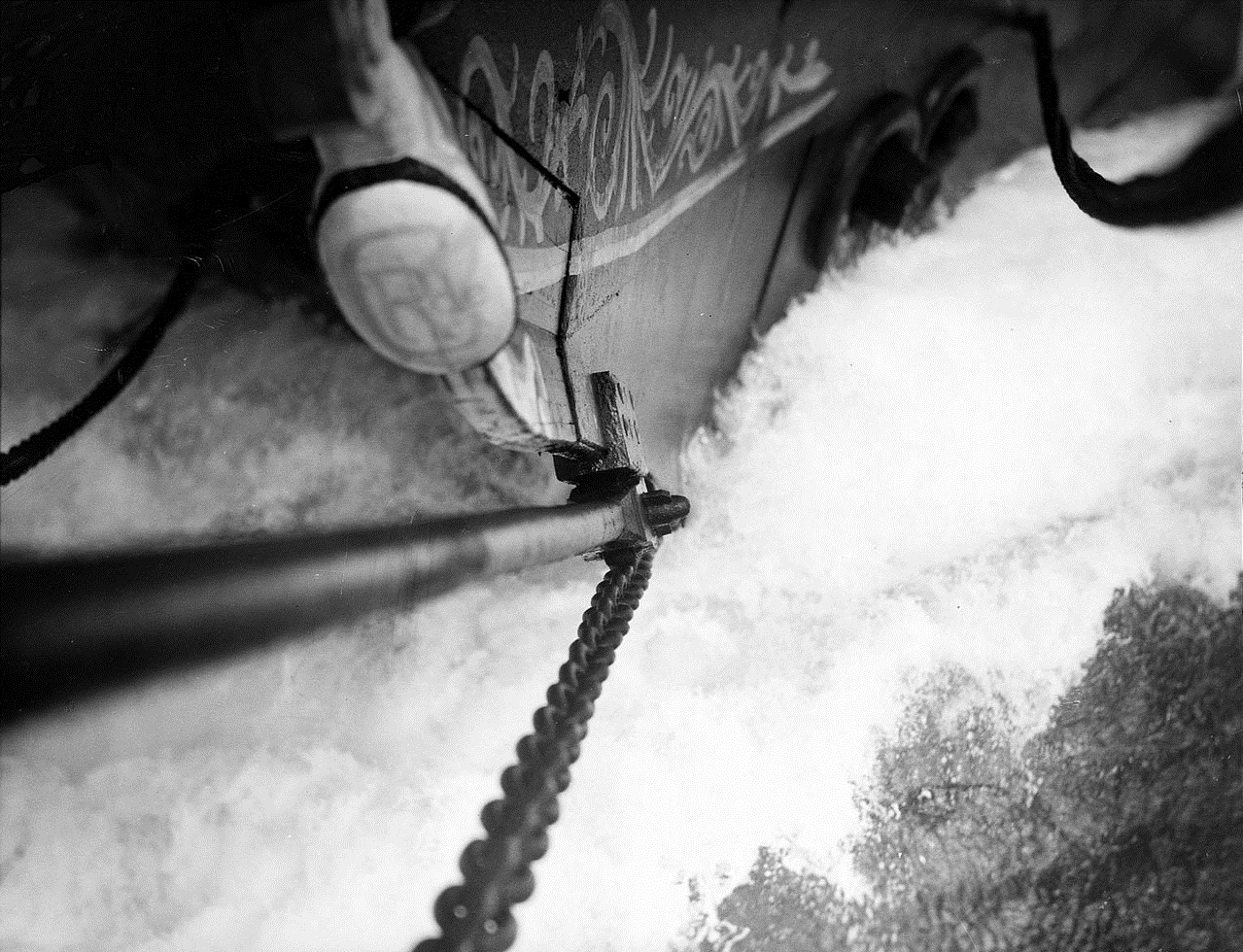
Parma
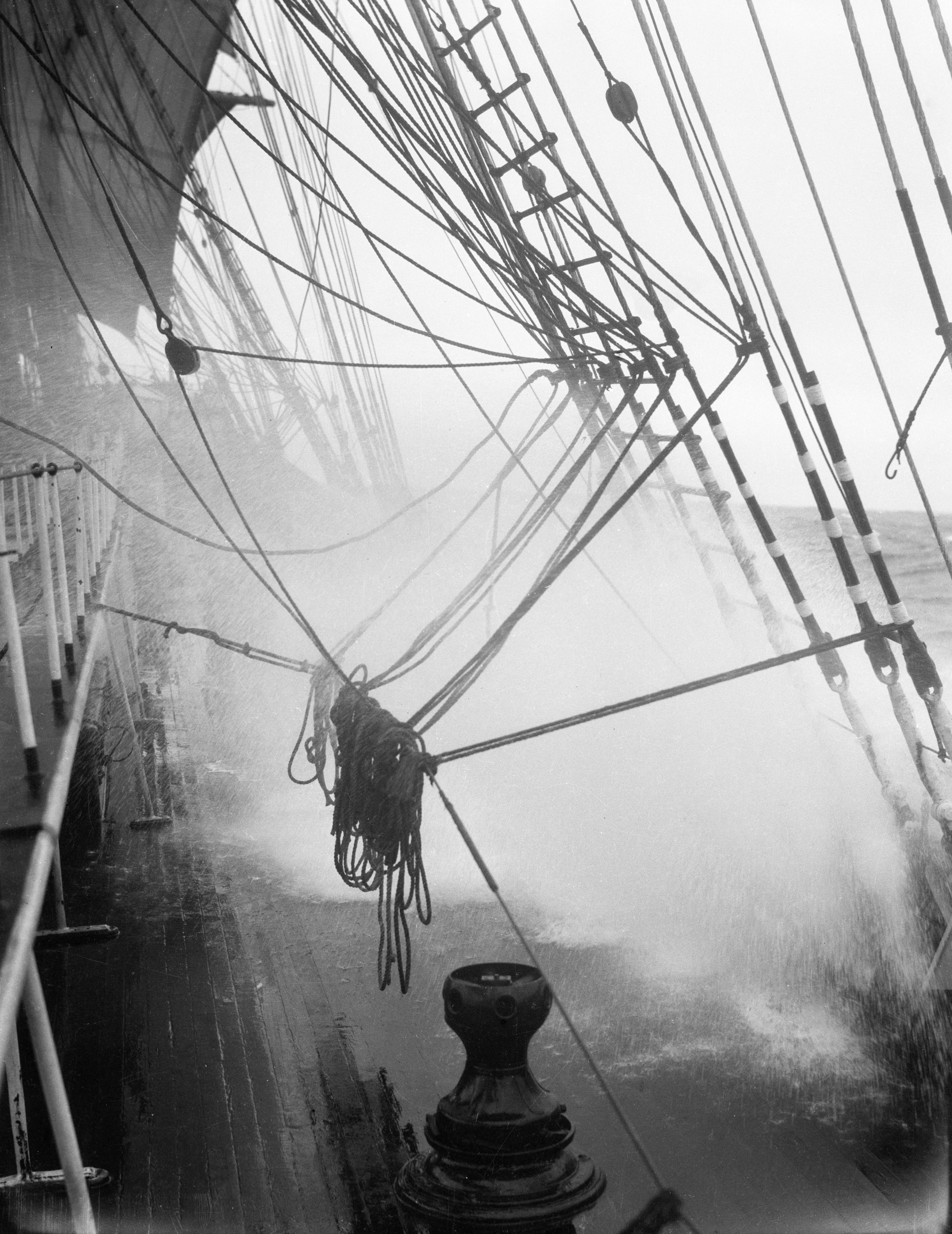
Parma
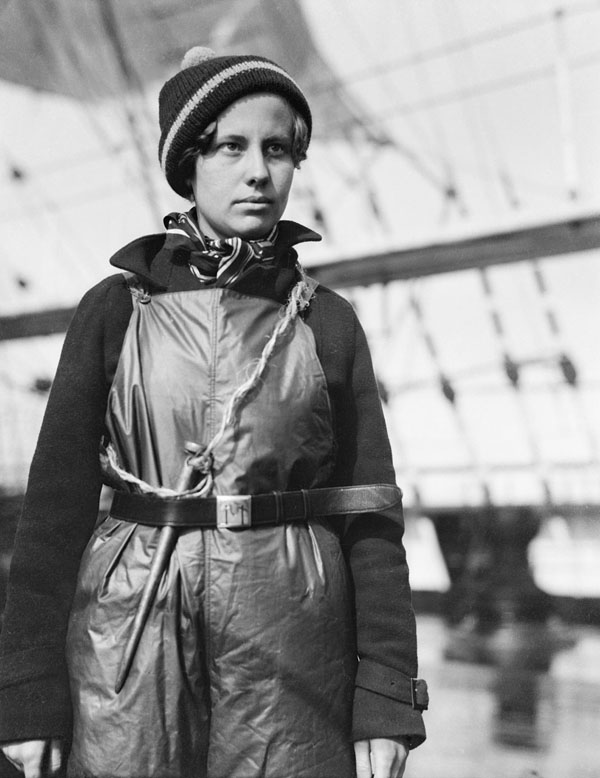
Parma – Elisabeth Jacobsen na palubě
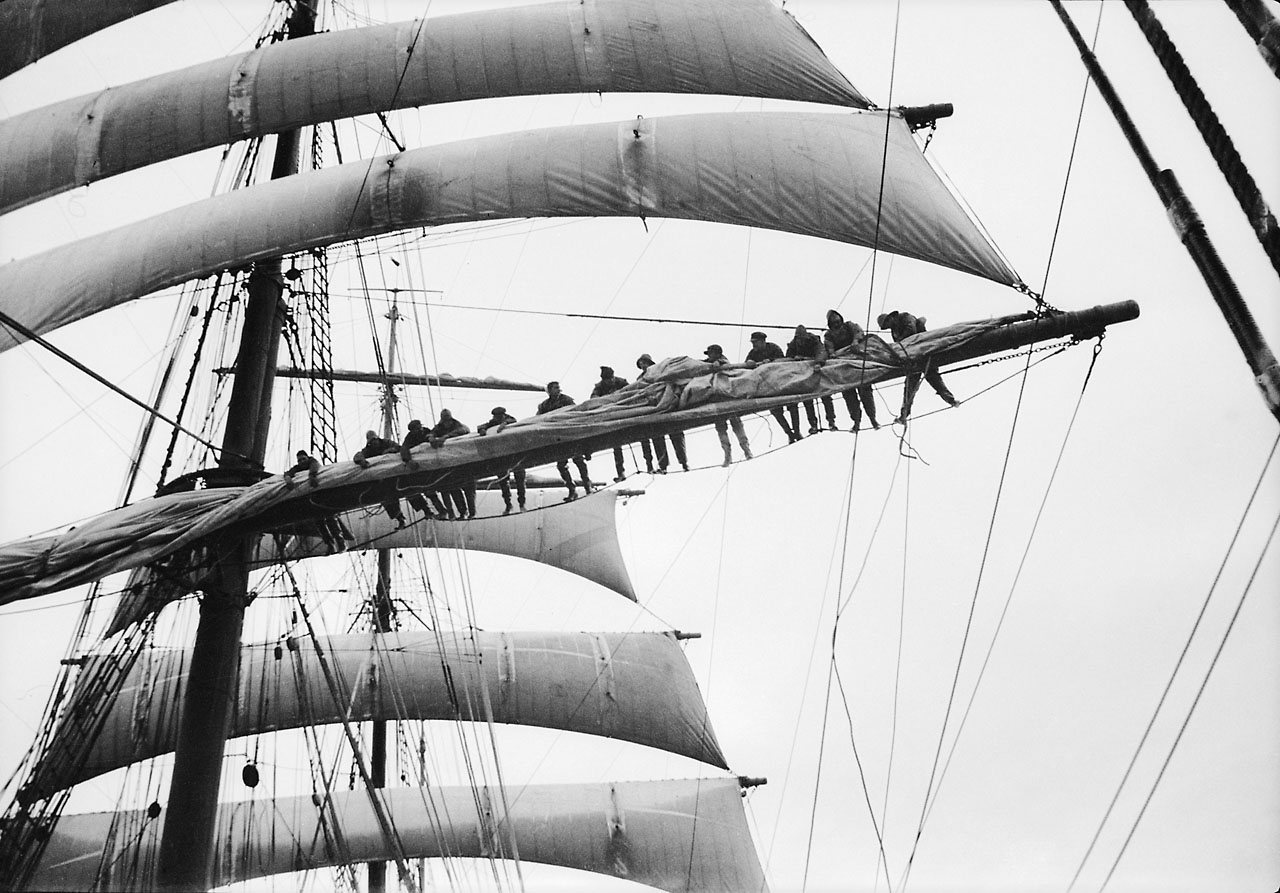
Parma – gasketování plachty na hlavním stěžni
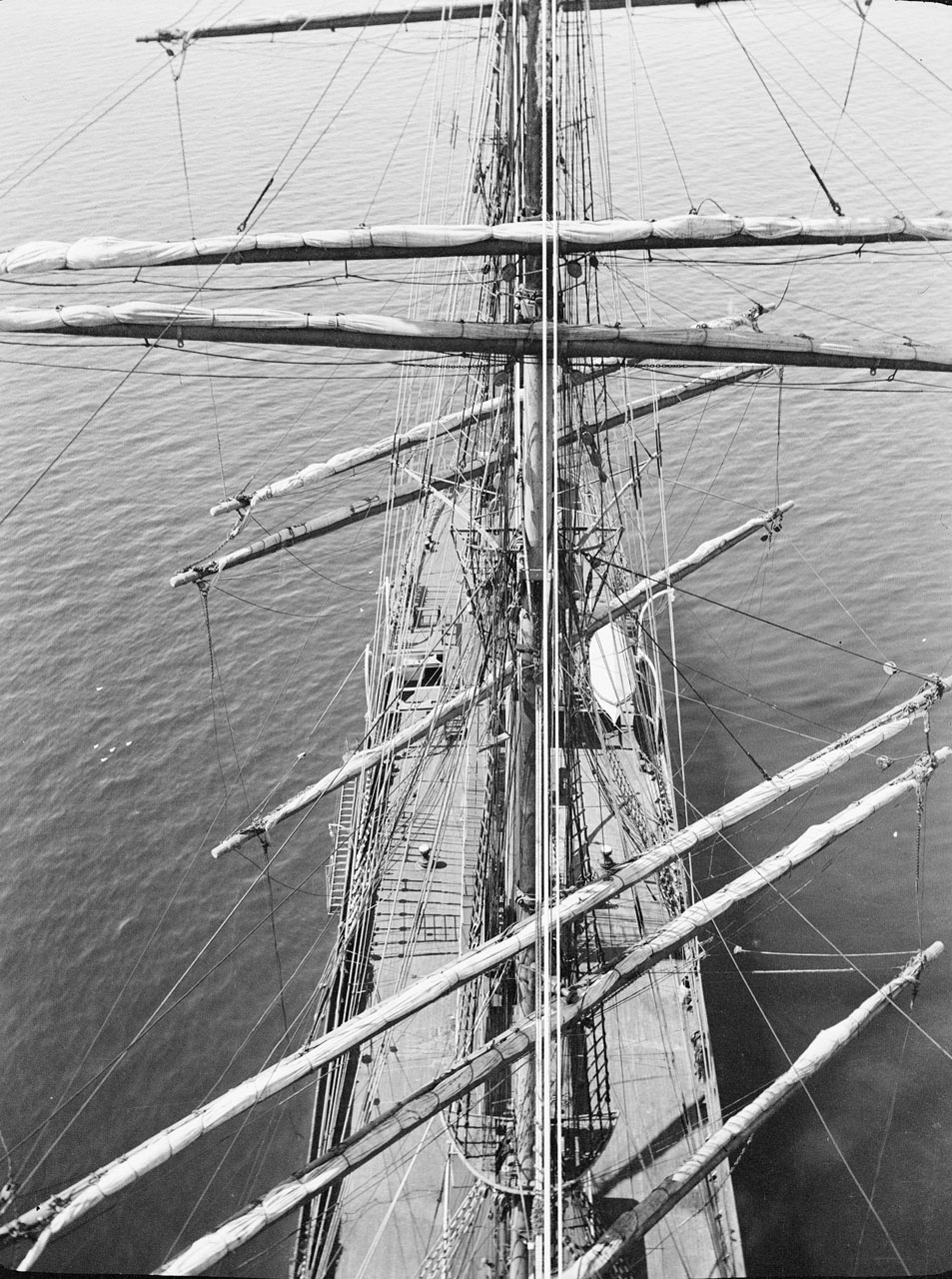
Parma
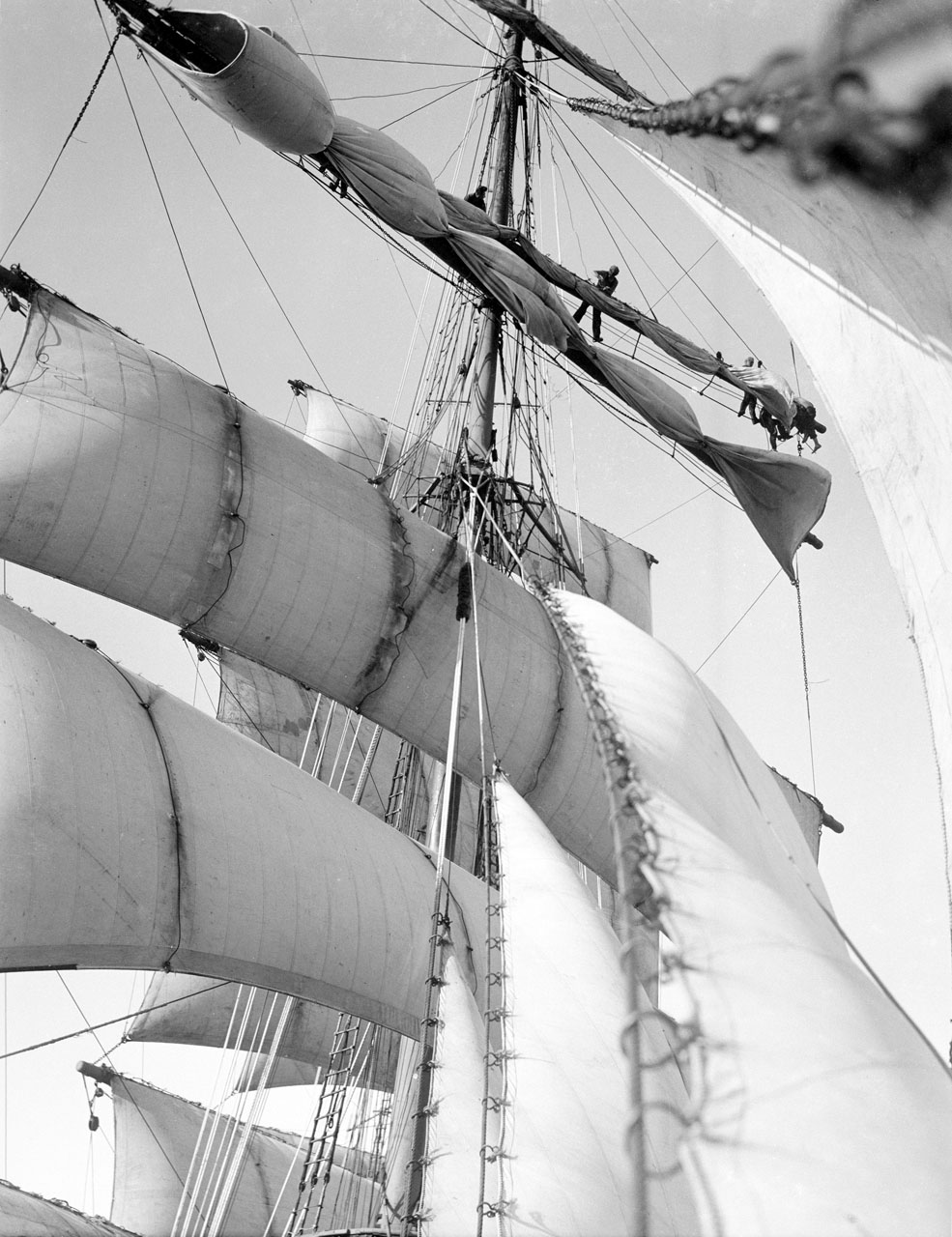
Parma – pohled na vrchol
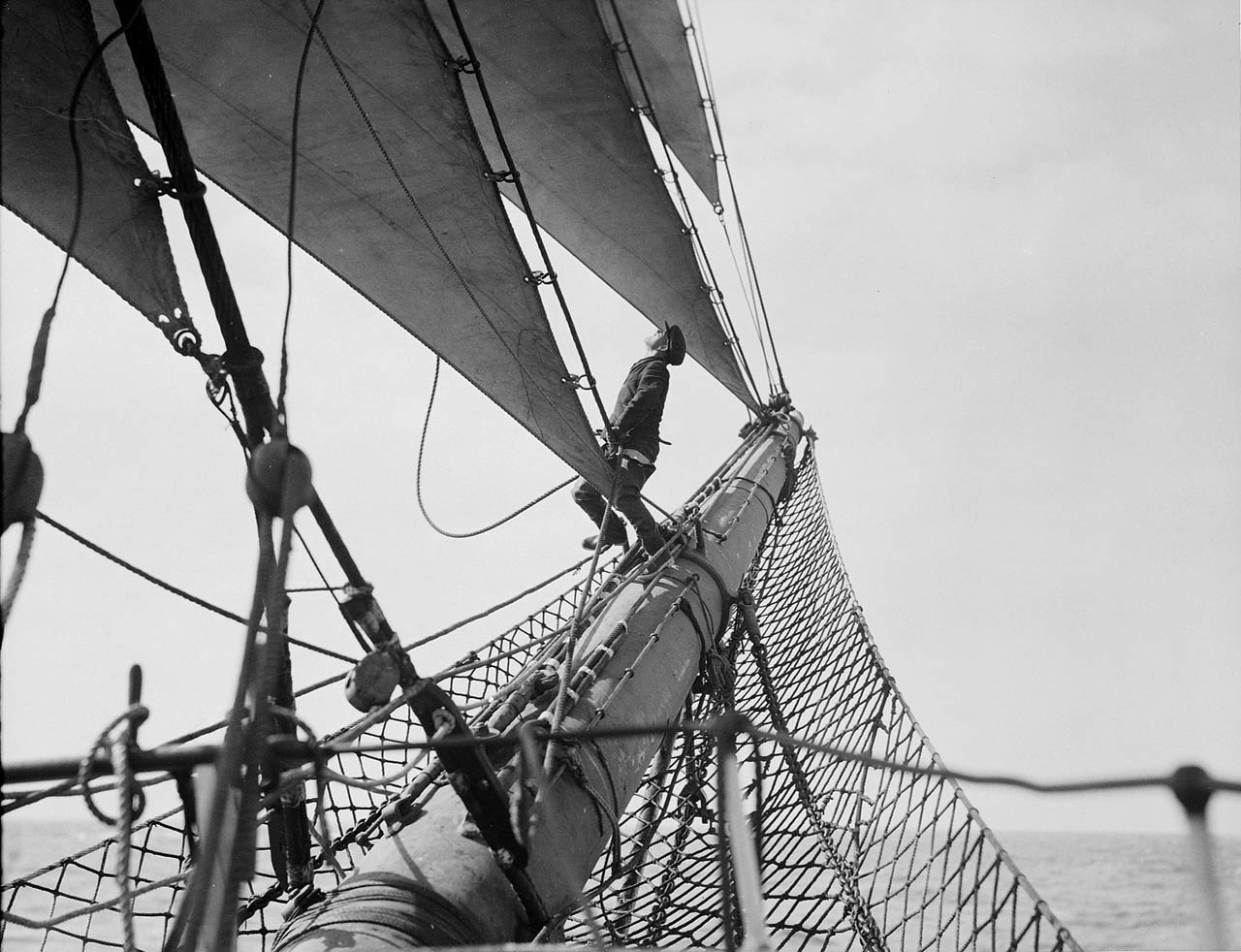
Parma
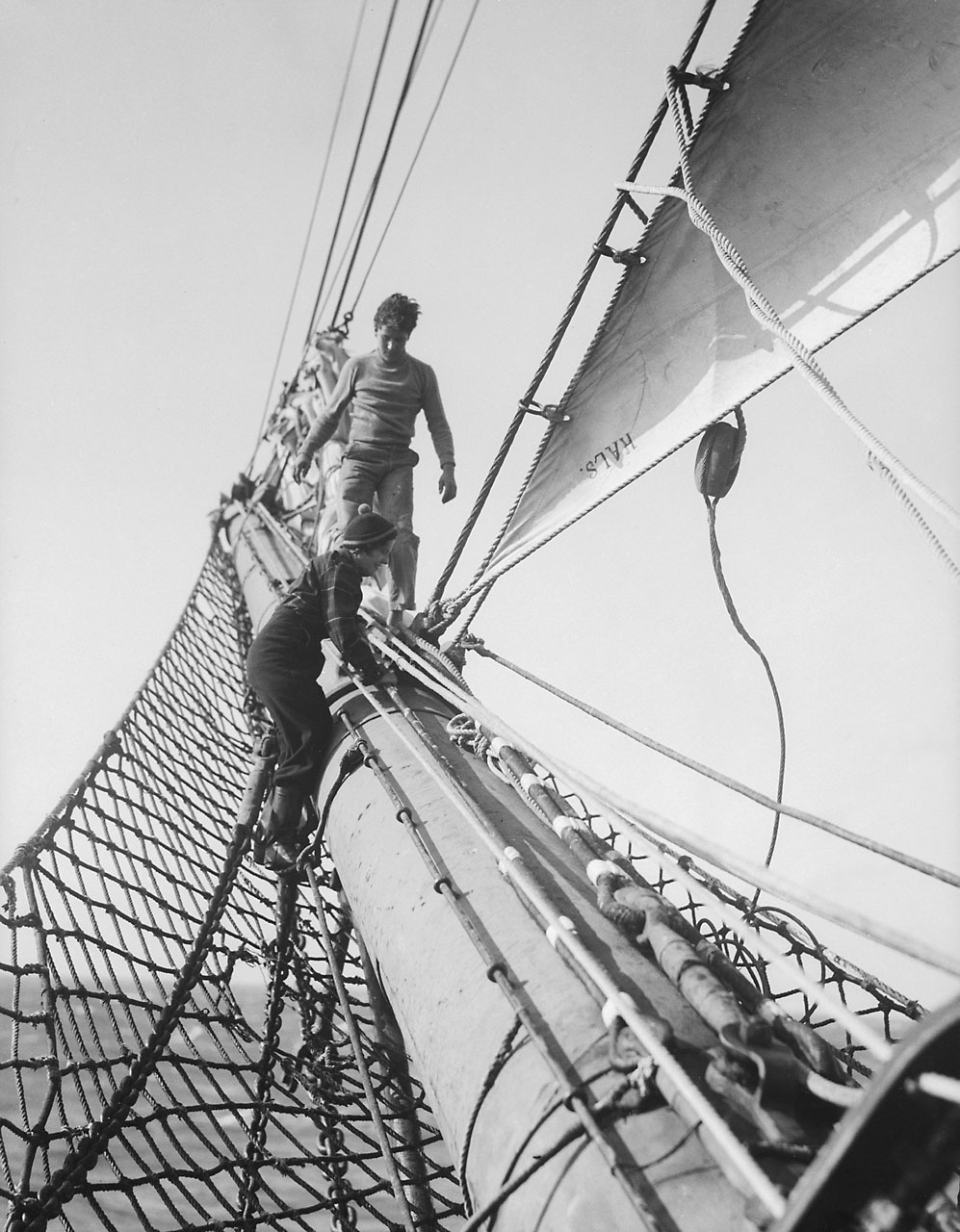
Parma
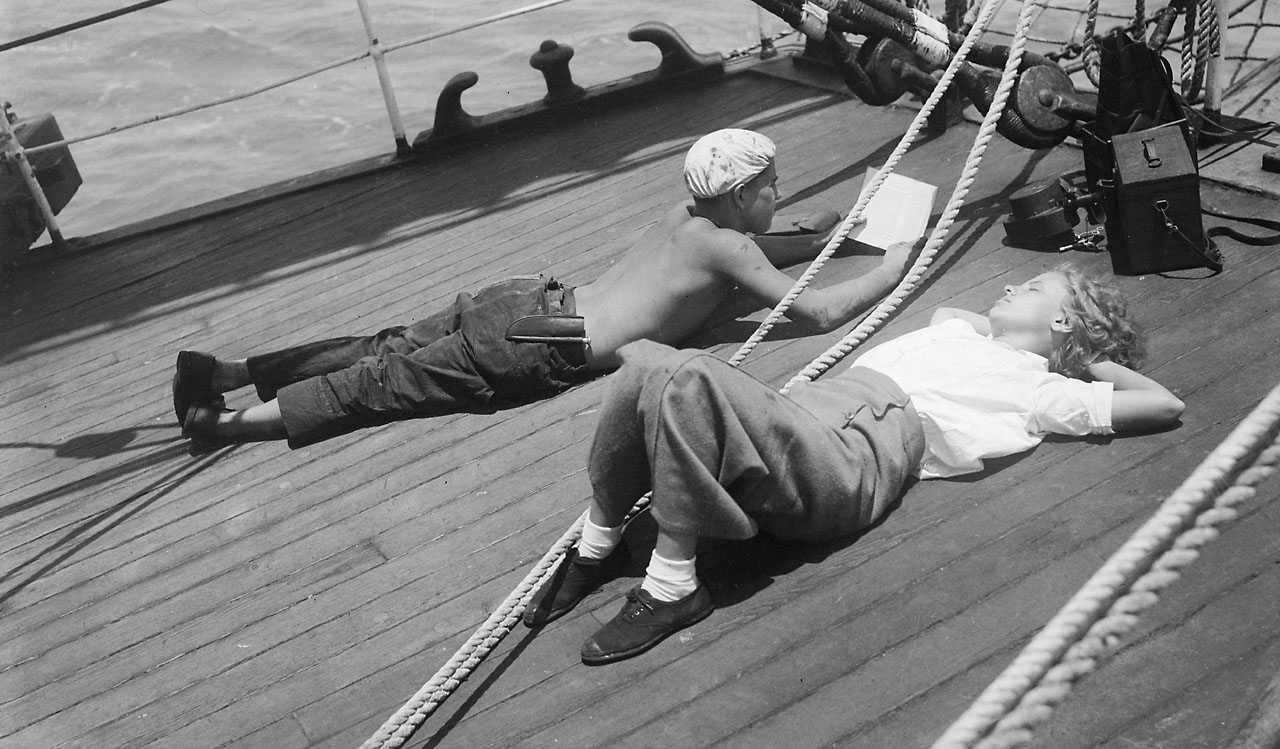
Parma za hezkého počasí
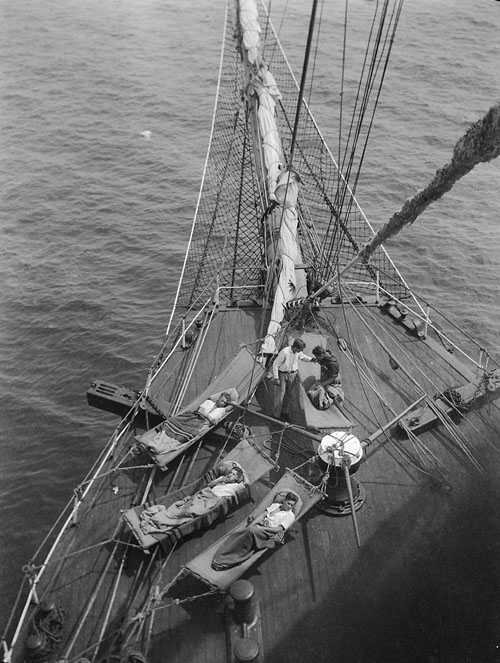
Parma – klidné dny na palubě
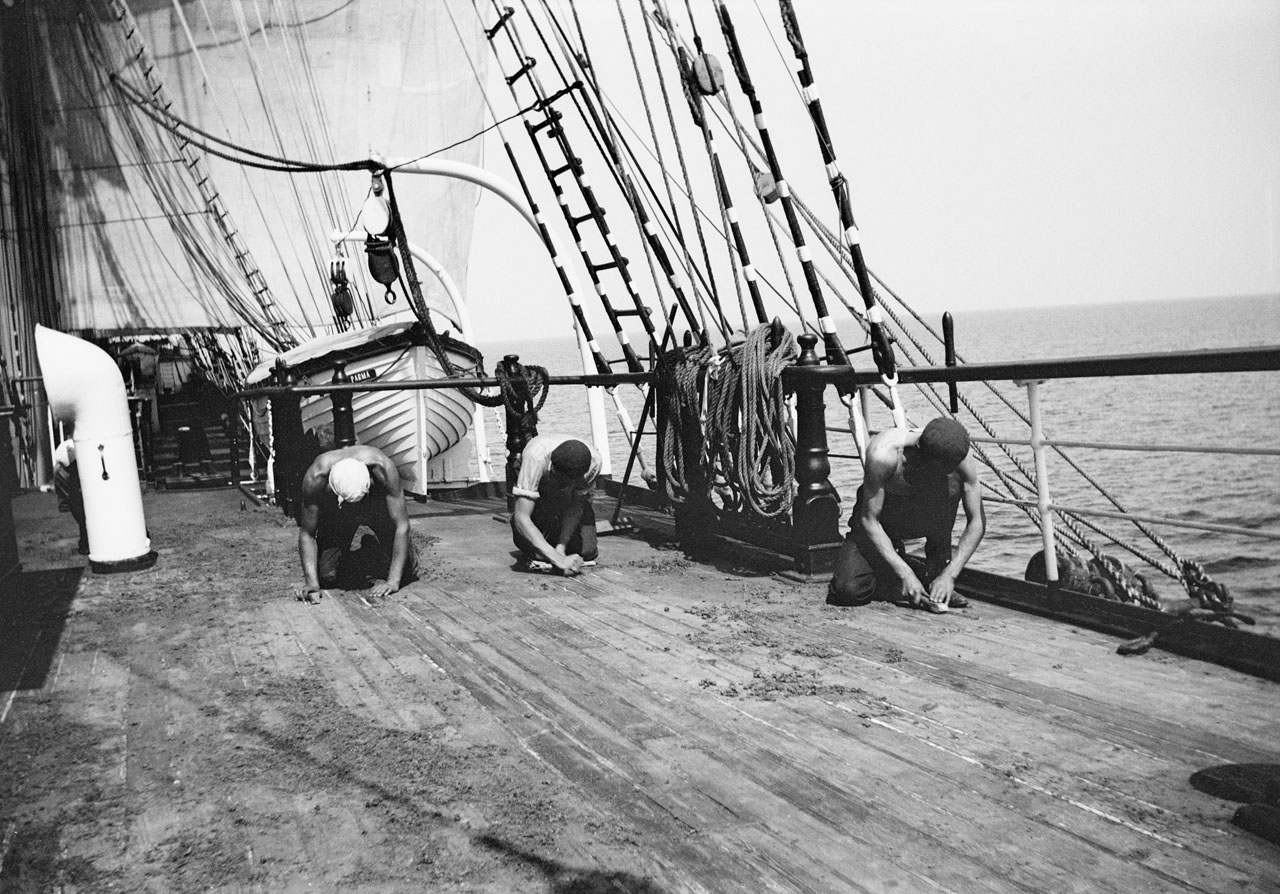
Parma – drhnutí paluby
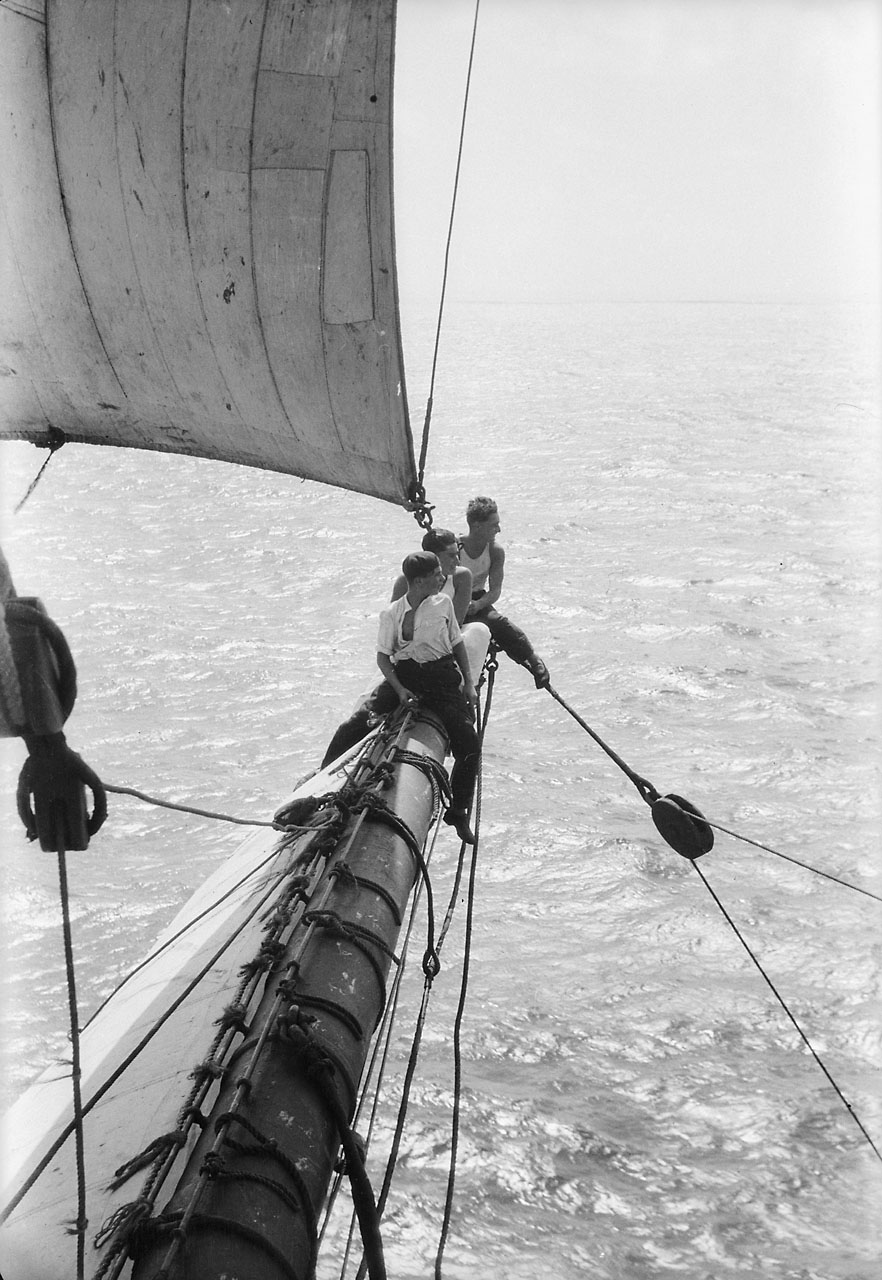
Parma
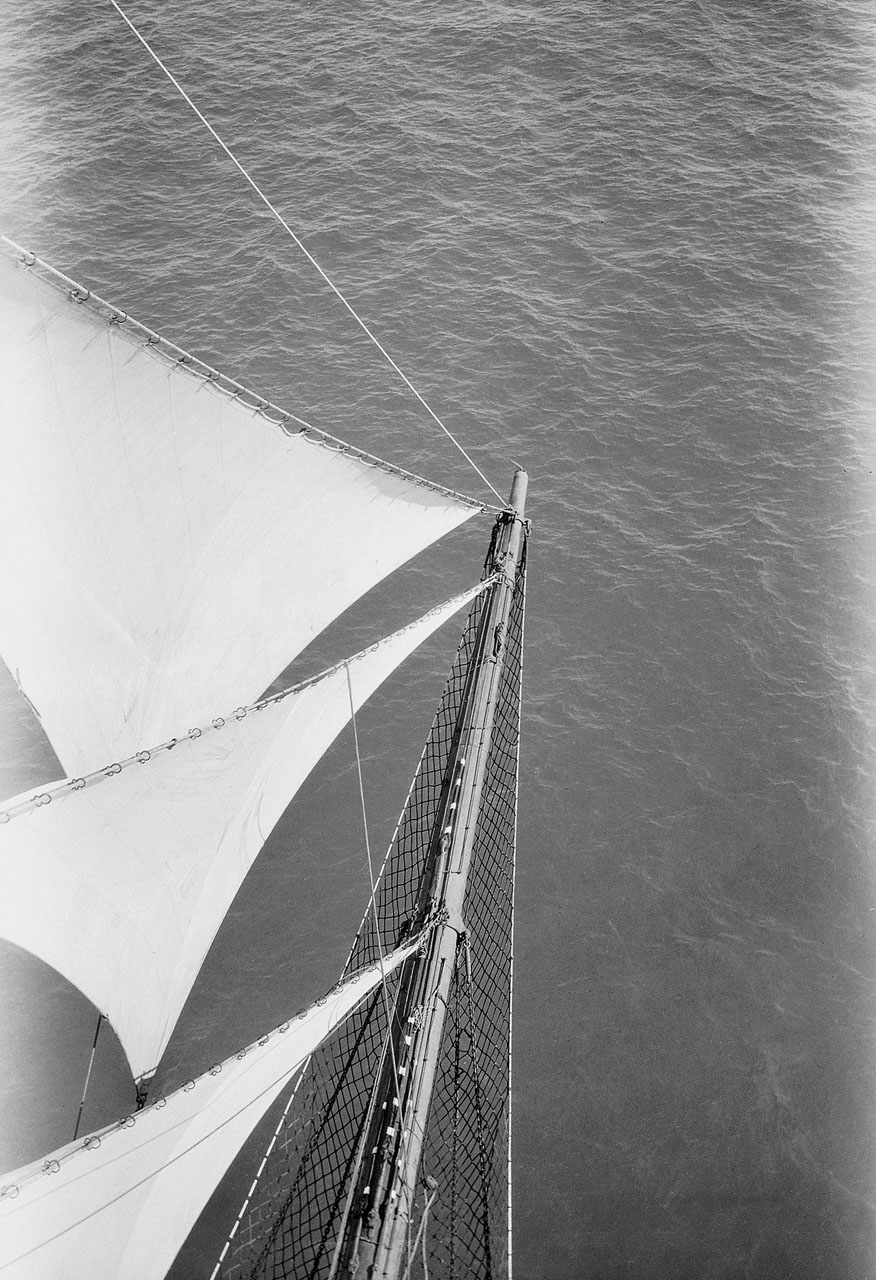
Parma
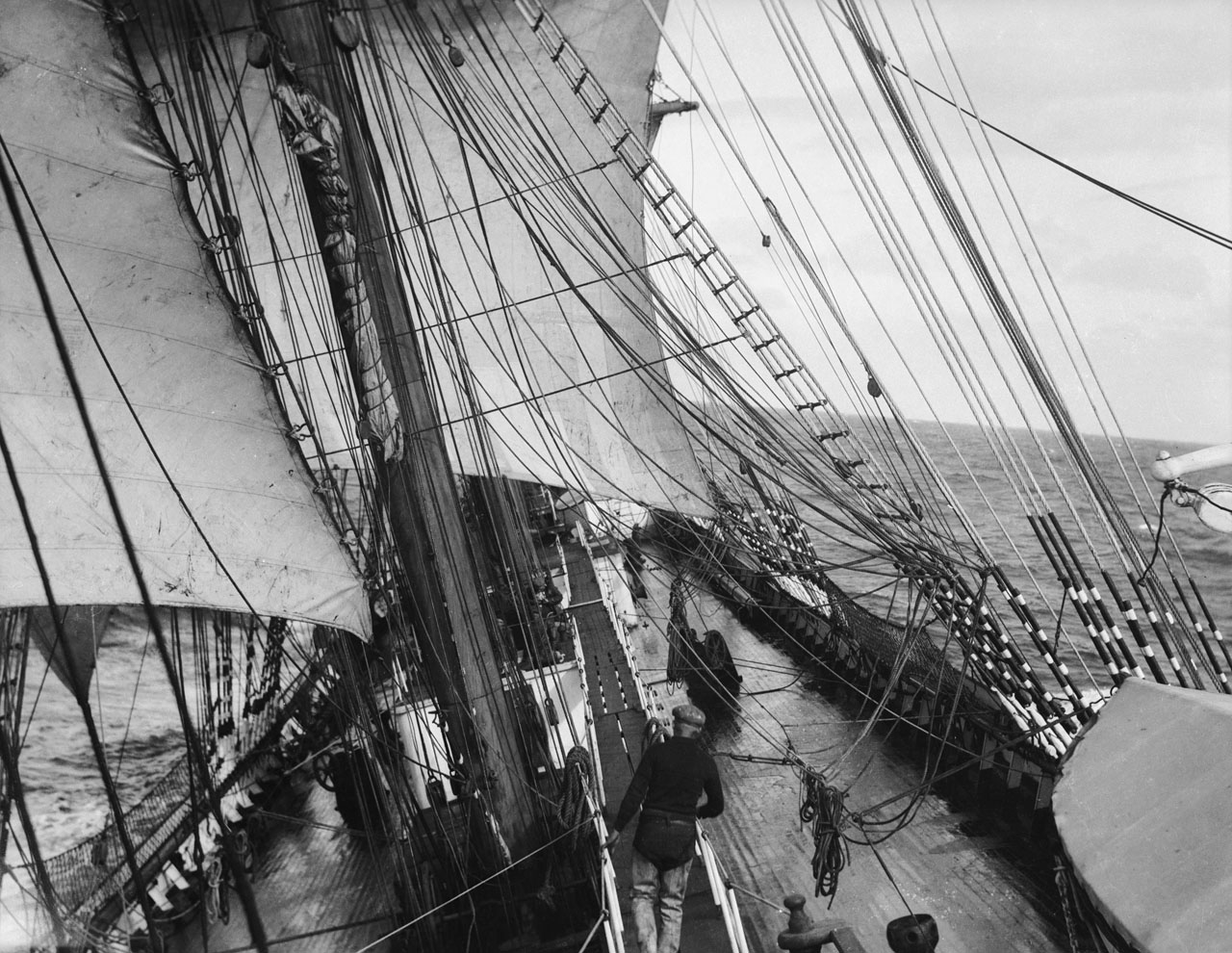
Parma, paluba
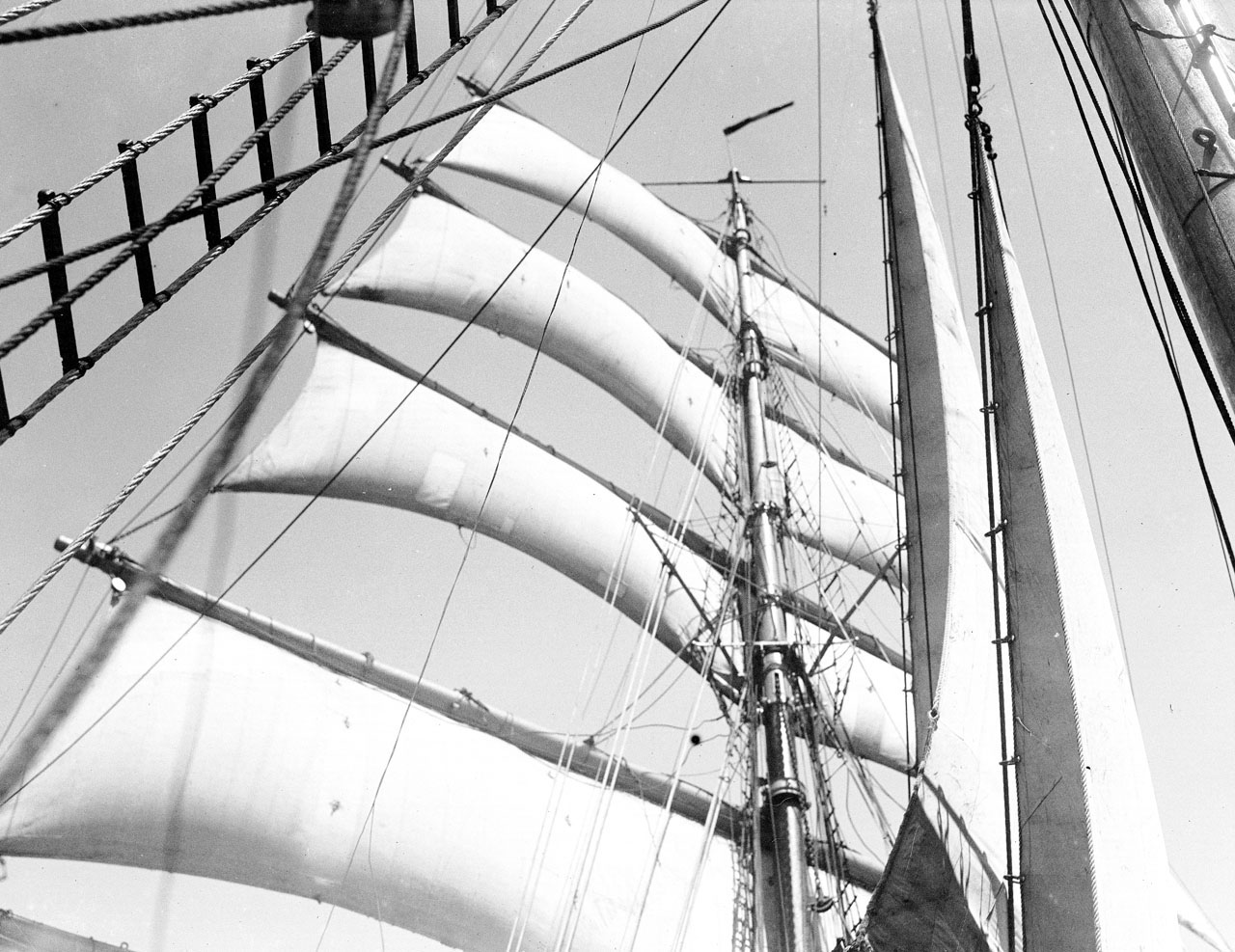
Parma
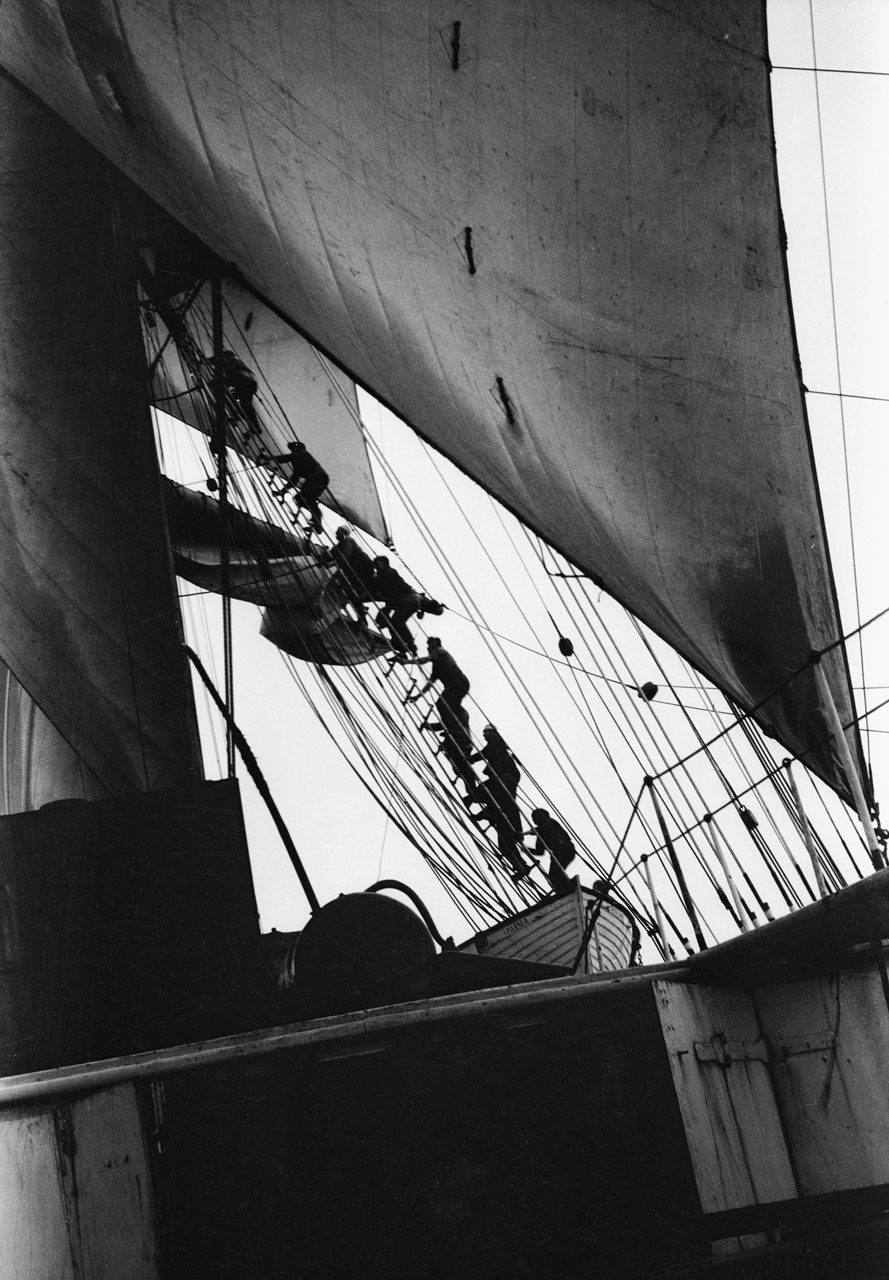
Parma
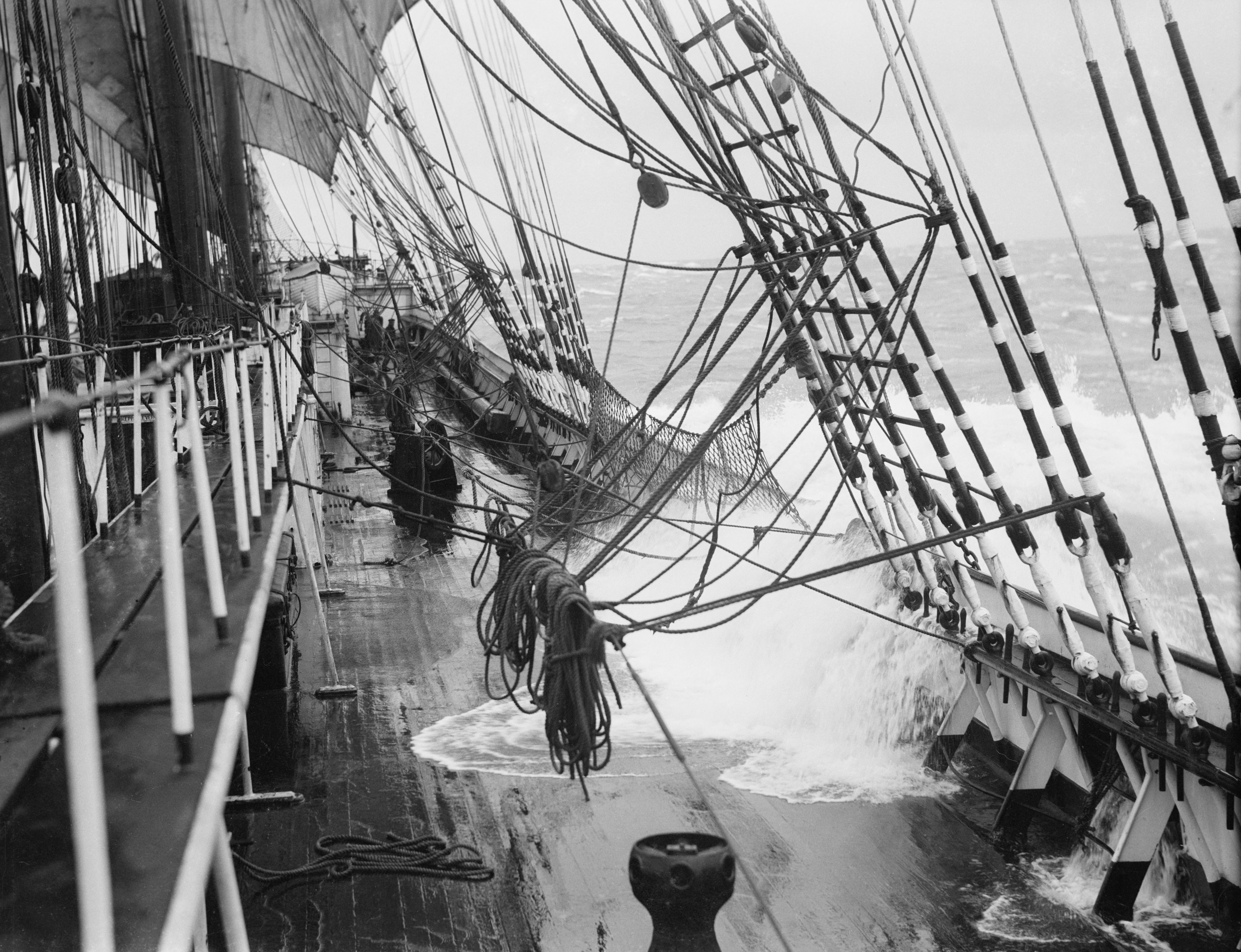
Parma za špatného počasí
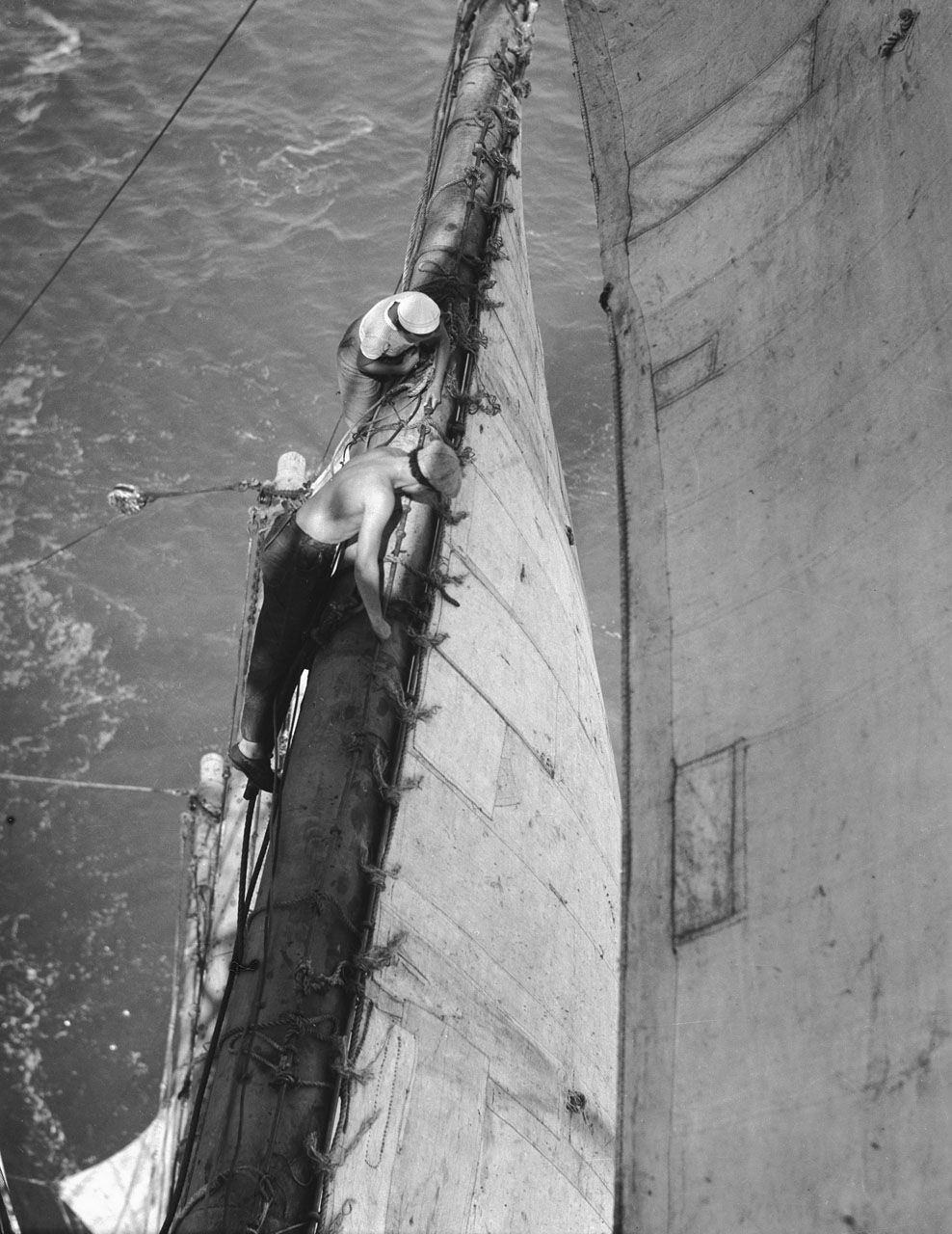
Parma
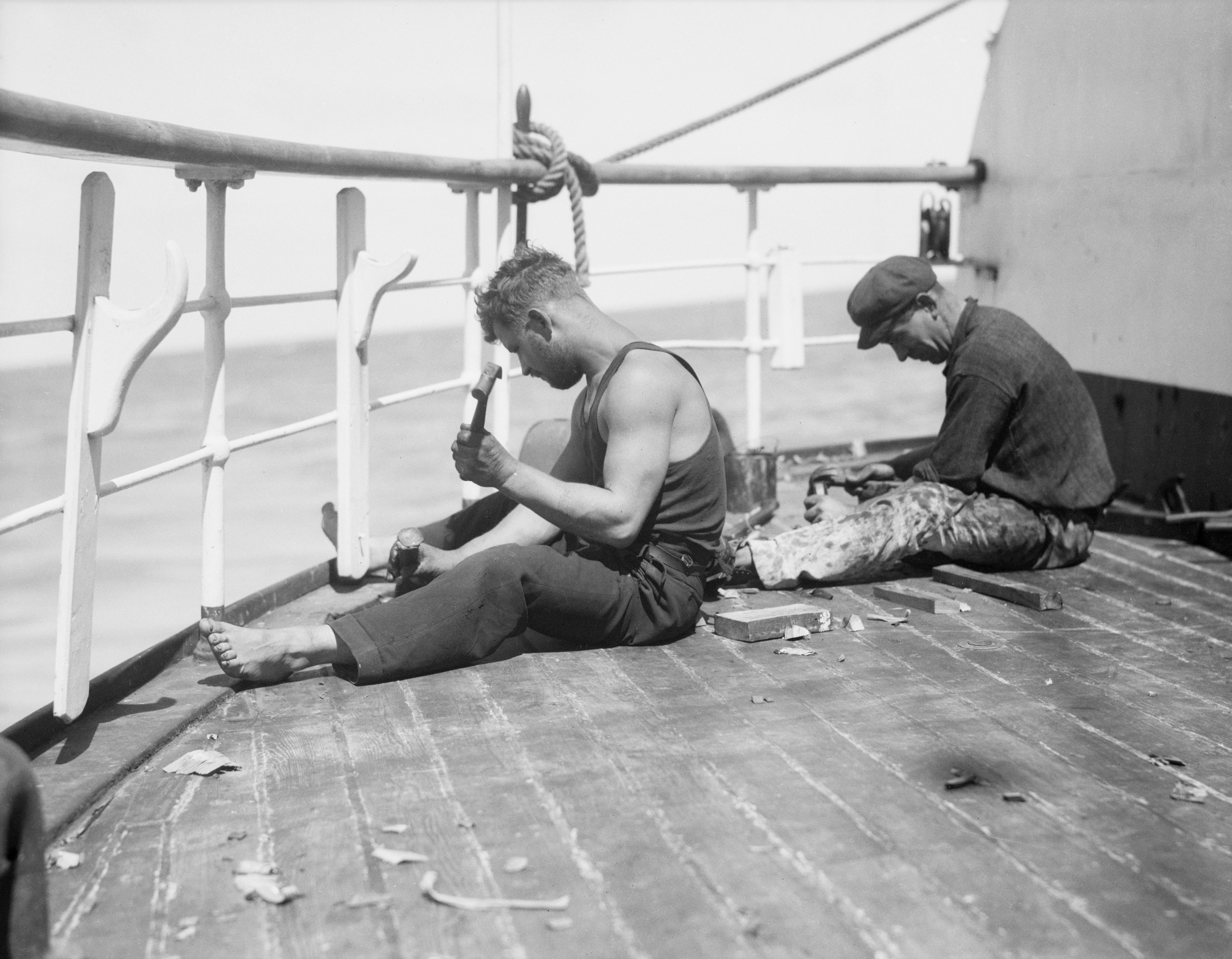
Parma

### Knihy
- Whaling In The Frozen South (1925 The Bobbs-Merrill co.)
- The Wind Ship (1928) Hurst & Blackett, Ltd.)
- Falmouth for Orders (1929 Henry Holt and Company)
- By way of Cape Horn (1930 Henry Holt and Co); ilustrováno fotografiemi Ronalda Gregory Walkera a autora
- Sea Dogs of Today (1931 Henry Holt & Company)
- Vanished Fleets (1931 Charles Scribner's Sons, ISBN 0-684-14112-4)
- The Sea in Ships (1932 G. Routledge and Sons Ltd.)
- Voyage of the “Parma„; The Great Grain Race of 1932 (1933 G. Bles)
- Grain Race (1933 Charles Scribner's Sons)
- Last of the Wind Ships, s více než 200 fotografiemi autora (1934 William Morrow and Co)
- The Sea in Ships (1932 Routledge)
- Whalers of the Midnight Sun, ilustrace: Charles Pont (1935 Charles Schribners Son's)
- Cruise of the Conrad (1937 Charles Scribner's Sons)
- Stormalong (1937 Charles Scribner's Sons)
- Modern Mariners (1937 Garden City)
- The Making of a Sailor (1938 William Morrow and Co)
- Joey Goes To Sea, ilustrace: Victor J. Dowling (1939 Charles Scribner's Sons)
- Sons of Sinbad (1940 Charles Scribner's Sons)
- Whalers of the Midnight Sun, ilustrace: Charles Pont (1947 Charles Scribner's Sons)
- The Set of the Sails; The Story of a Cape Horn Seaman (1949 Hodder and Stoughton)
- The Coral Sea (1949 Museum Press)
- The Quest of the Schooner Argus (1951 Charles Scribner's Sons)
- The Indian Ocean (1952 Museum Press)
- Monsoon Seas (1952 McGraw Hill)
- And Not To Yield; A Story of the Outward Bound School of Adventure, Illustrated by Jean Main and David Cobb (1953 Scribner)
- The Cutty Sark; Last of A Glorious Era, Introduction by the Duke of Edinburgh (1953 Hodder and Stoughton)
- The Way of a Ship (1953 Charles Scribner's Sons)
- Sailing Eagle (1955 Charles Scribner's Sons)
- Pioneers of the Seven Seas (1956 Routledge & Paul)
- Posted Missing (1956 Charles Scribner's Sons, ISBN 0-684-13871-9)
- Wild Ocean (1957 McGraw Hill)
- The New Mayflower (1958 Scribner)
- The Windjammer Story (1958 TAB)
- Give Me a Ship to Sail (1959 Charles Scribner's Sons)
- Of Ships and Men, a Personal Anthology (1962 Newnes)
- The Ocean; Man's Conquest of the Sea (1963 Dutton)
- Oceans of the World; Man's Conquest of the Sea (1963 Museum Press Ltd.)
- Pilot Pete (1963 Angus)
- The Battle of Trafalgar (1965 Macmillan)
- Captain Cook (1967 Scribner)
- The Deep Sea Fishermen (1970 Hodder and Stoughton)
- The War with Cape Horn (1971 Pan Books Ltd., ISBN 0-330-23697-0)
- My Favourite Sea Stories, kresby: Mark Myers (1972 Lutterworth Press)
- The Bounty Ships of France, Alan Villiers and Henri Picard (1972 Charles Scribner's Sons, ISBN 0-684-13184-6)
- Men Ships and the Sea, úvodní slovo: Melville Bell Grosvenor (1973 National Geographic Society, ISBN 0-87044-018-7)
- Voyaging With The Wind: An Introduction to Sailing Large Square Rigged Ships (1975 H. M. Stationery Office)

### Články
- VILLIERS, Alan. The Drive For Speed At Sea. American Heritage. Říjen 1955, roč. 6, čís. 6. Dostupné online. (anglicky)
- VILLIERS, Alan. James Cook, Seaman. Quadrant. Summer 1956–57, roč. 1, čís. 1, s. 7–16. (anglicky)
- Villers, Alan, August, 1962. National Geographic, Volume 122, No. 2 (str. 281–298) Aboard the N. S. Savannah – Worlds First Nuclear Merchantman